# 完全結果志向の職場環境
完全結果志向の職場環境（英: Results-Only Work Environment、ROWE）とは、米CultureRx社により開発され、ベスト・バイにより採用された経営戦略である。この形態においては、何時間働いたかよりも、生み出した成果によって従業員は報酬を得る。非生産的な従業員を解雇するかわりに、成果をもたらす従業員の雇用を維持することが目的である。
「完全結果志向の職場環境」の実践的な解釈は「仕事をこなしている限り、個々人は何をするのも、いつするのも自由」である。従業員は自分のカレンダーを管理するし、どこでも仕事を遂行できるならば事務所にいることは必須とされない。
肯定的指摘:
- 柔軟な勤務時間
- 高い従業員満足度
- 最終的な成果(利益)への情熱

否定的指摘:
- 一部の業務については成果の測定が難しい (間接部門、管理部門)
- 管理職の自己変革が必要
- 一部の職種において、同僚と対面でのやり取りがなくなることによる業務への支障
- 責務の遂行に対して自己管理できない従業員にとっての深刻な影響
- 「業務上」の定義が不明瞭なことによる、雇用主・従業員各々の保険会社間での訴訟
- 情報漏洩事故による、顧客との間の訴訟
- 企業秘密が競合企業に渡りやすくなる
- どの業務が海外(途上国)アウトソーシング向きか、経営層の判断材料になる
- 勤務規定の欠如による、管理職や従業員への深刻な(生命に関わる)傷害事故の危険
- フルタイム雇用から、福利厚生・社会保障なしのパートタイム雇用へ転換するための利用